# کلوزو
کلوزو (به آلمانی: Clueso) زادهٔ ۹ آوریل، ۱۹۸۰ یک خواننده، رپر، ترانه‌سرا و تهیه‌کنندهٔ آلمانی است. او با نام اصلی توماس هوبنر (به آلمانی: Thomas Hübner) در ارفورت متولد شد.
او نامش را در آغاز کارهای هنری‌اش در سال ۱۹۹۵ از بازرس کلوزو از سری پلنگ صورتی اقتباس کرد. آغاز کارهایش را با خواننده‌ها و گروه‌های مختلف انجام داد و در سال ۲۰۰۶ با آلبوم Weit Weg به شهرت رسید. کلوزو تاکنون هفتآلبوم استودیویی عرضه‌کرده و جدیدترین آلبوم او با نام An und für sich (به خودی خود) در ۲۵ مارس ۲۰۱۱ عرضه شد. او با اجرای ترانهٔ «چٍلو» (به آلمانی: Cello) به همراهی اودو لیندنبرگ در همان سال که پرافتخارترین و پرفروش‌ترین اثر او تاکنون می‌باشد، به شهرت و محبوبیت زیادی دست یافت.

## ترانه‌شناسی

### آلبوم‌های استودیویی
| عنوان             | جزئیات                                                                               | رتبه‌ها | رتبه‌ها           | رتبه‌ها            | دست‌یابی          |
| عنوان             | جزئیات                                                                               | GER    | او۳ تاپ ۴۰ اتریش | جدول موسیقی سوئیس | دست‌یابی          |
| ----------------- | ------------------------------------------------------------------------------------ | ------ | ---------------- | ----------------- | ---------------- |
| تکست آوند تون     | - انتشار: ۳۰ آوریل ۲۰۰۱ - ناشر: فور میوزیک - فرمت‌ها: CD, digital download            | —      | —                | —                 |                  |
| موسیقی خوب        | - انتشار: ۱۸ ژوئن ۲۰۰۴ - ناشر: فور میوزیک - فرمت‌ها: سی‌دی، دانلود دیجیتال             | ۵۳     | —                | —                 | - BVMI: Gold     |
| خیلی دور          | - انتشار: ۱۹ مه ۲۰۰۶ - ناشر: تکست آوند تون، یونیورسال - فرمت‌ها: سی‌دی، دانلود دیجیتال | ۱۲     | —                | ۶۲                | - BVMI: Gold     |
| به شدت با تو هستم | - انتشار: ۳۰ مه ۲۰۰۸ - ناشر: تکست آوند تون یونیورسال - فرمت‌ها: سی‌دی، دانلود دیجیتال  | ۳      | ۴۰               | ۲۶                | - BVMI: 3× Gold  |
| به خودی خود       | - انتشار:۲۵ مارس ۲۰۱۱ - ناشر: تکست آوند تون یونیورسال - فرمت‌ها: سی‌دی، دانلود دیجیتال | ۲      | ۲۰               | ۲۴                | - BVMI: Platinum |
| چراغ‌های حومه      | - ۱۹ سپتامبر ۲۰۱۴ - ناشر: تکست آوند تون یونیورسال - فرمت‌ها: سی‌دی، دانلود دیجیتال     | ۱      | ۱۲               | ۶                 | - BVMI: Gold     |
| شروع تازه         | - ۱۴ اکتبر ۲۰۱۶ - ناشر: ورتیگو برلین، یونیورسال - فرمت‌ها: سی‌دی، دانلود دیجیتال       | ۱      | ۱۴               | ۱۵                | - BVMI: Gold     |
| چمدان دستی ۱      | - انتشار: ۲۴ اوت ۲۰۱۸ - ناشر: ورتیگو برلین، یونیورسال - فرمت‌ها: سی‌دی، دانلود دیجیتال | ۱      | ۱۷               | ۱۲                |                  |